# Renard nain
Vulpes macrotis
Espèce
Répartition géographique
Statut de conservation UICN

 LC  : Préoccupation mineure
Synonymes
- Vulpes arizonensis (Goldman, 1931)
- Vulpes arsipus (Elliot, 1904)
- Vulpes devius (Nelson and Goldman, 1909)
- Vulpes muticus (Merriam, 1902)
- Vulpes neomexicanus (Merriam, 1903)
- Vulpes nevadensis (Goldman, 1931)
- Vulpes tenuirostris (Nelson and Goldman, 1931)
- Vulpes zinseri (Benson, 1938)

Le Renard nain (Vulpes macrotis), kit fox en anglais américain, est une espèce de renards appartenant au genre Vulpes et à la famille des canidés.
Endémique d'Amérique du Nord, il est présent dans le Sud-Ouest des États-Unis et dans le Nord et le Centre du Mexique. C'est la plus petite espèce de Canidés de ce continent.
Certains mammalogistes le classent comme conspécifique avec le renard véloce (Vulpes velox), mais des études de phylogénétique moléculaire semblent démontrer que les deux espèces sont bel et bien distinctes.

## Répartition
La limite septentrionale de l'aire de répartition du Renard nain est représentée par les régions arides de l'Oregon. La limite orientale est constituée par le Sud-Ouest du Colorado, et la limite méridionale par le Nevada, l'Utah, le Sud-Est de la Californie, l'Arizona, le Nouveau-Mexique et l'ouest du Texas.

## Apparence

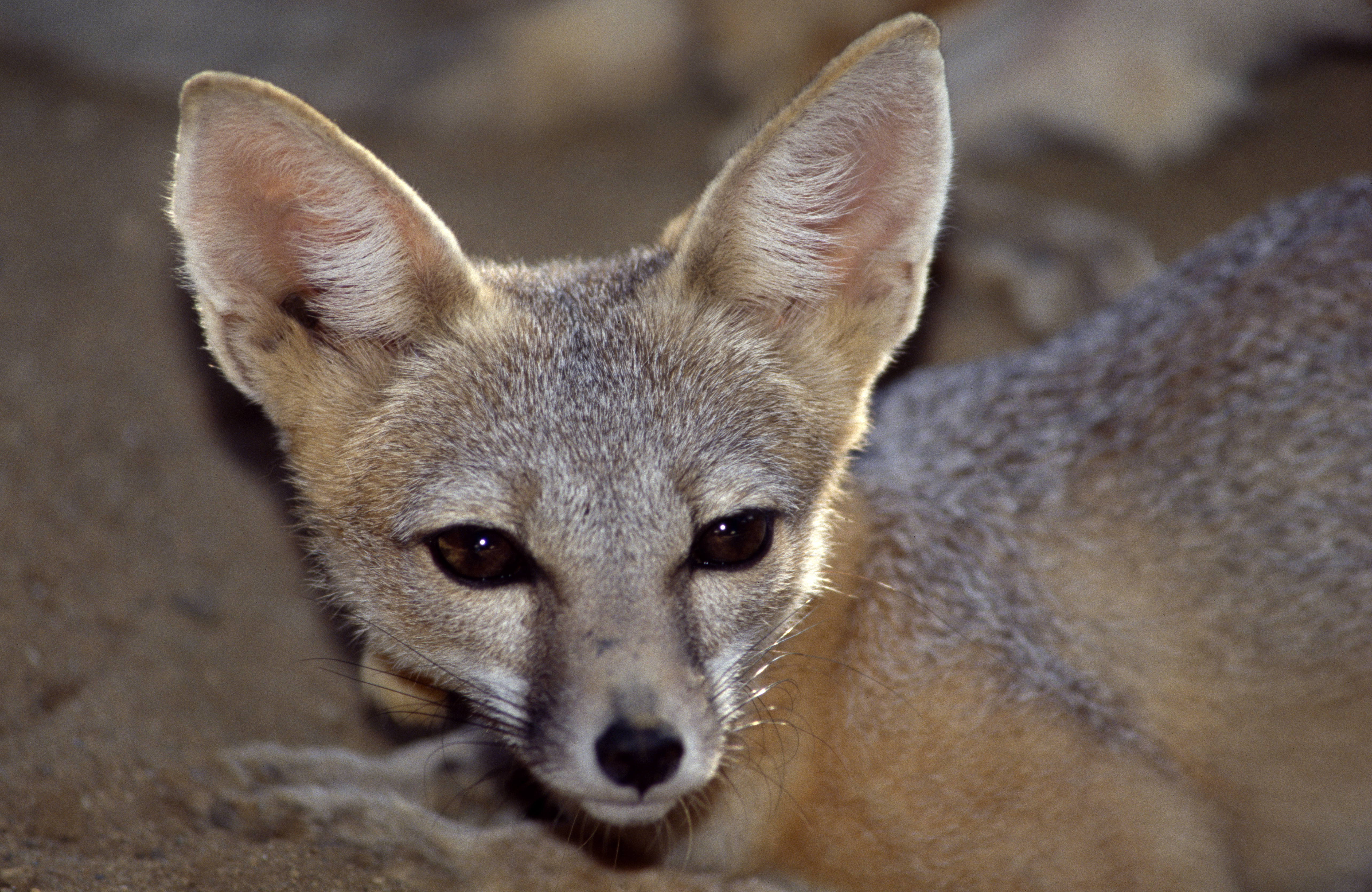
Renard nain de San Joaquin au zoo de Bakersfield, en Californie.

Le Renard nain est la plus petite espèce de la famille des Canidae que l'on trouve en Amérique du Nord. Il a de grandes oreilles, mesurant entre 7,1 et 9,5 cm (2,8 à 3,75 in), qui l'aident à abaisser sa température corporelle et lui confèrent une audition exceptionnelle (à l'instar du fennec). Cette espèce présente un faible dimorphisme sexuel, le mâle étant légèrement plus gros. Le poids moyen de cette espèce est situé entre 1,5 et 2,7 kg (3,5 et 6,0 lbs). La longueur du corps est de 45,5 à 53,5 cm (18 à 21 in) queue exclue, celle-ci mesurant entre 25 et 34 cm (9,85–13,4 in) supplémentaires.
Il présente habituellement une fourrure grise avec des tons rouille, et avec une pointe noire au niveau de la queue. La distinction avec le Renard gris se fait notamment en observant l'absence de rayures grises sur la queue. Sa couleur va du jaunâtre au gris, et le dos est habituellement plus sombre que la majorité du reste de sa fourrure ; son ventre et l'intérieur de ses oreilles sont en général plus clairs. Il présente de nettes taches sombres autour du museau.

## Alimentation
Le Renard nain est essentiellement un animal nocturne, mais il s'aventure parfois en dehors de son terrier pendant le jour. Il sort pour chasser peu de temps après le coucher du soleil, mangeant principalement des petits animaux tels que des rats-kangourous, lapins à queue blanche, lièvres de Californie (Lepus californicus), campagnols des Prairies, chiens de prairie, insectes, lézards, serpents, poissons et des oiseaux nichant au sol. Bien que primitivement carnivore, il peut exploiter des ressources végétales si la nourriture vient à manquer. Il a ainsi été observé mangeant des tomates (Lycopersicon esculentum), des fruits de cactus (Carnegiea gigantea) et d'autres fruits. Différentes familles de Renards nains peuvent occuper le même territoire de chasse, mais si c'est le cas ils exploitent différents créneaux horaires au cours de la nuit pour la chasse afin d'éviter de rentrer en concurrence directe.

## Habitat
Les Renards nains préfèrent les climats arides tels que la garrigue, le chaparral, et la prairie. De bon exemples d'habitats habituels consistent en la brousse d'armoises (sagebrush) à Artemisia tridentata et le saltbrush (en) à Atriplex polycarpa. Ils peuvent être retrouvés dans les zones d'habitat urbain ou d'agriculture aussi. Ils sont trouvés en altitude de 400 à 1 900 mètres (1 300 à 6 200 pieds).

## Reproduction
Les Renard nain sont généralement monogames et forment des couples fidèles, bien que la polygamie et des changements de couples entre les années aient déjà été observés. L'accouplement a lieu en octobre et novembre et plus rarement décembre à février dans le cas de densités de populations plus grandes. La mise bas a lieu en mars et avril, produisant de 1 à 7 et en moyenne 4 petits. La gestation dure de 49 à 55 jours. Les jeunes ne quittent pas la tanière avant l'âge de 4 semaines, sont sevrés à 8 semaines et deviennent indépendants entre 5 et 6 mois. Ils sont sexuellement matures à 10 mois. Les deux parents prennent part à l'éducation et à la protection de leur progéniture.
La durée de vie moyenne en liberté d'un Renard nain sauvage (kit fox) est de 5,5 ans. En captivité, ils peuvent vivre 12 ans. Une étude californienne de 144 jeunes renards a montré une mortalité de 74 % pendant la première année,.

## Sous-espèces

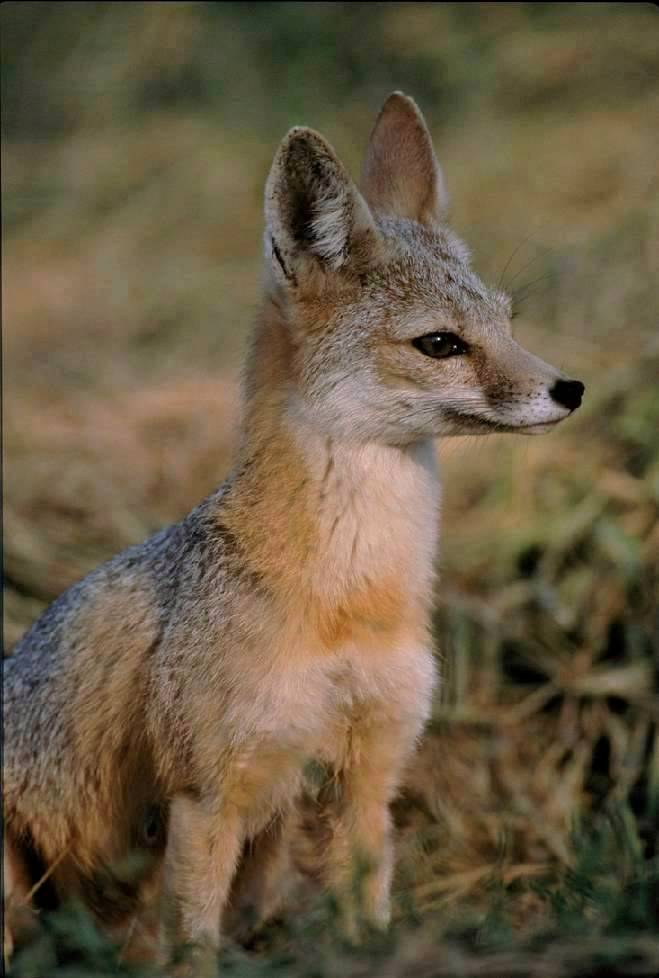
Vulpes macrotis sp. mutica

Ce mammifère serait représenté par deux sous-espèces :
- Vulpes macrotis macrotis (Merriam, 1888) ;
- Vulpes macrotis mutica (Merriam, 1902).

En réalité le Renard nain (kit fox) n'a pas de sous-espèces officiellement reconnues, et certaines populations ont été proposées comme étant des sous-espèces distinctes comme :
Le Renard nain de San Joaquin  (San Joaquin kit fox - Vulpes macrotis mutica), présent dans la vallée de San Joaquin en Californie. En 1990 sa population était estimée à 7 000 individus, et il est maintenant considéré en danger d'extinction. Le 26 septembre 2007, "Wildlands Inc". annonçait la désignation d'une zone de 684 km2 à "Deadman Creek" comme conservatoire, pour protéger spécifiquement l'habitat du Renard nain de San Joaquin. Le déclin de la population est lié à une compétition sévère avec le Renard roux et à la perte d'habitat.
Le Renard nain du désert (Desert kit fox - V. m. arsipus) vit dans le désert du Mojave.
Le Renard nain du Sud de la Californie (South California kit fox - V. m. macrotis), natif des régions désertiques du Sud de la Californie, est déclaré éteint depuis 1903.